# Lurate Caccivio
Lurate Caccivio (Lüraa Casciif, Luraa Casciiv in dialetto comasco, AFI: /lyˈraː/ e /kaˈʃiːf/) è un comune italiano di 9 747 abitanti della provincia di Como in Lombardia. Ha una superficie territoriale con un'altimetria che varia dai 322 m s.l.m. ai 414 m s.l.m. Il 2 dicembre 2010 il Presidente della Repubblica Giorgio Napolitano ha insignito il comune di Lurate Caccivio del titolo di città.

## Storia
Il territorio di Lurate vede già la presenza di popolazioni celtico-galliche degli Insubri in epoca pre-romana, penetrati in Italia intorno al 500 a.C.
Del primitivo insediamento pre romano di Lurate non è mai emerso nulla, invece, nel secolo scorso, è stata scoperta la necropoli romana nell'area cimiteriale di San Pietro, dove sono state rinvenute alcune tombe di epoca pre-cristiana.
Luriate divenne un feudo dell'abbazia benedettina di San Simpliciano di Milano per concessione pontificia e nacquero il Castello, residenza dell'abate, e la frazione di Caccivio. Un ulteriore monastero fu costruito nell'XI secolo ai piedi del colle di Castello, tra le odierne vie Umberto I e Regina Margherita, con l'attuale "Corte del Bia" a fungere da orto.
Il feudo nel 1197 viene diviso fra due Comuni: quello di Lurate Abbate e quello a sud di Cacivio Comasco.
Nel XIV secolo “el locho da Luyrago de l’Abà” risultava inserito nella pieve di Appiano (da un punto di vista ecclesiastico soggiacente all'arcidiocesi di Milano), mentre “Cazivio” nella pieve di Fino (ecclesiasticamente dipendente dalla Diocesi di Como). Dal 1374 fin'oltre la metà del XVIII secolo, il feudo di Lurate Abbate si estese al territorio di Oltrona di San Mamette.
Nel XV secolo i monaci benedettini costruirono un terzo monastero, situato nella località ancor'oggi denominata "Benedetta".
In periodo di Controriforma, ai benedettini fu revocata l'amministrazione delle parrocchie di Caccivio (1577), Castello (1627) e Oltrona (1633), le quali vennero affidate a tre rispettivi sacerdoti.
Inserite in pievi diverse anche attorno alla metà del XVII secolo, nel 1751 le comunità di Lurate Abbiate e di Caccivio risultarono far parte entrambe della pieve di Appiano. Nello stesso anno, il comune di Lurate Abbate comprendeva già i cassinaggi di Castello, Monte, Benedetta e Malpaga, mentre il territorio di Caccivio si estendeva già al cassinaggio di Colombaro.
La divisione comunale tra Lurate e Caccivio finì nel 1753, quando l'applicazione dei nuovi ordinamenti amministrativi emanati da Maria Teresa d'Austria sanciscono il ritorno della comunità cacciviese nel feudo benedettino di Lurate Abbate, che per l'occasione fu ridenominato "Lurate Abbate con Caccivio". La decisione fu confermata nel 1757.
Nel 1786 il comune di Lurate Abate con Caccivio seguì il destino della pieve di Appiano, inserita nella nuova Provincia di Gallarate della Lombardia austriaca.
Con la secolarizzazione dei beni ecclesiastici voluta da Napoleone Bonaparte, i conventi vennero rilevati dalla famiglia Luraschi, mentre il feudo venne spartito tra i grandi proprietari terrieri dei Passalacqua, dei Rubini, dei Cagnola e dei Bellini. Un decreto di riorganizzazione amministrativa del Regno d'Italia napoleonico datato 1807 sancì l'annessione, da parte di Appiano, del comune di Lurate Abbate ed uniti.
La decisione fu abrogata con la Restaurazione, che comportò la ricostituzione del comune di Lurate Abate con Caccivio all'interno della provincia di Como del Regno Lombardo-Veneto.
Nel 1842 e nel 1854 si verificarono due esondazioni del Lura e poi nel 1951 e nel 1976.
Nel 1927 si modificò il nome del comune da "Lurate Abbate" a "Lurate Caccivio".

### Simboli
Lo stemma e il gonfalone sono stati concessi con decreto del presidente della Repubblica del 25 agosto 1953.
La fascia ondata simboleggia il torrente Lura, da cui deriva il nome del Comune; la mitra ricorda la soggezione del paese all'abate di San Simpliciano di Milano.
Il gonfalone è un drappo partito di bianco e di azzurro.

## Monumenti e luoghi d'interesse

### Architetture religiose

#### Parrocchiale di San Martino

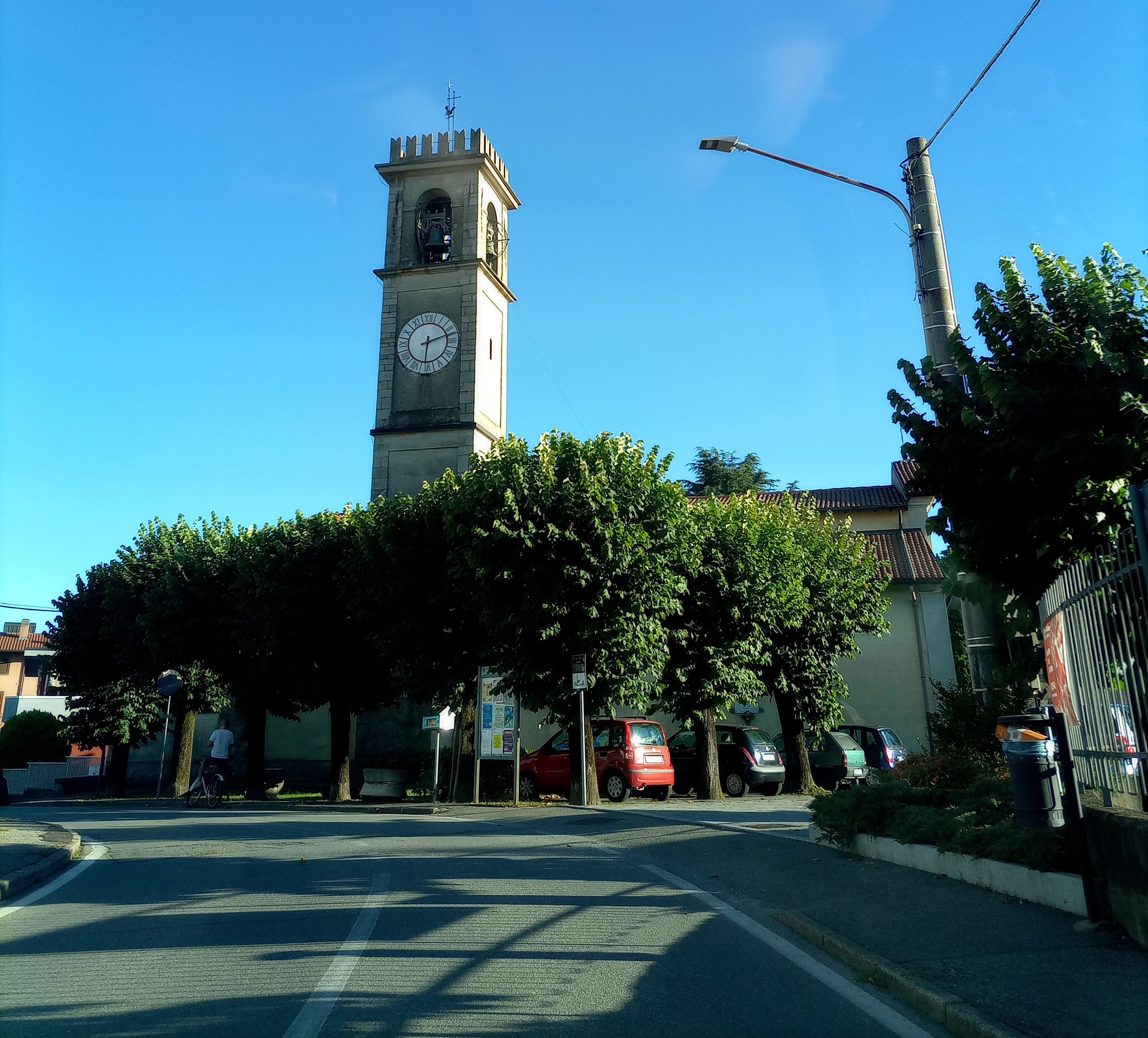
Chiesa di San Martino

Costruita come chiesa matrice dell'antico feudo di Luriate, la chiesa di San Martino di Castello è attestata nella pieve di Appiano a partire dal XIV secolo, dapprima come "capella", in seguito come "rettoria" (1564) e infine come parrocchia (XVI-XVII secolo). Oggetto di ampliamenti e rimaneggiamenti nel corso dei secoli, la chiesa deve il proprio aspetto attuale ad alcuni interventi di ristrutturazione avvenuti negli anni 1880-1885. Il campanile merlato è invece del terzo decennio del XX secolo.
La parete esterna della chiesa ospita una lapide celebrativa dedicata al vescovo Ottone Visconti, attivo nelle lotte che videro la sua famiglia contrapposta a quella dei Torriani, il quale nel 1276 trovò rifugio a Castello dopo esser stato sconfitto a Castelseprio.

#### Chiesa di Santa Maria Nascente

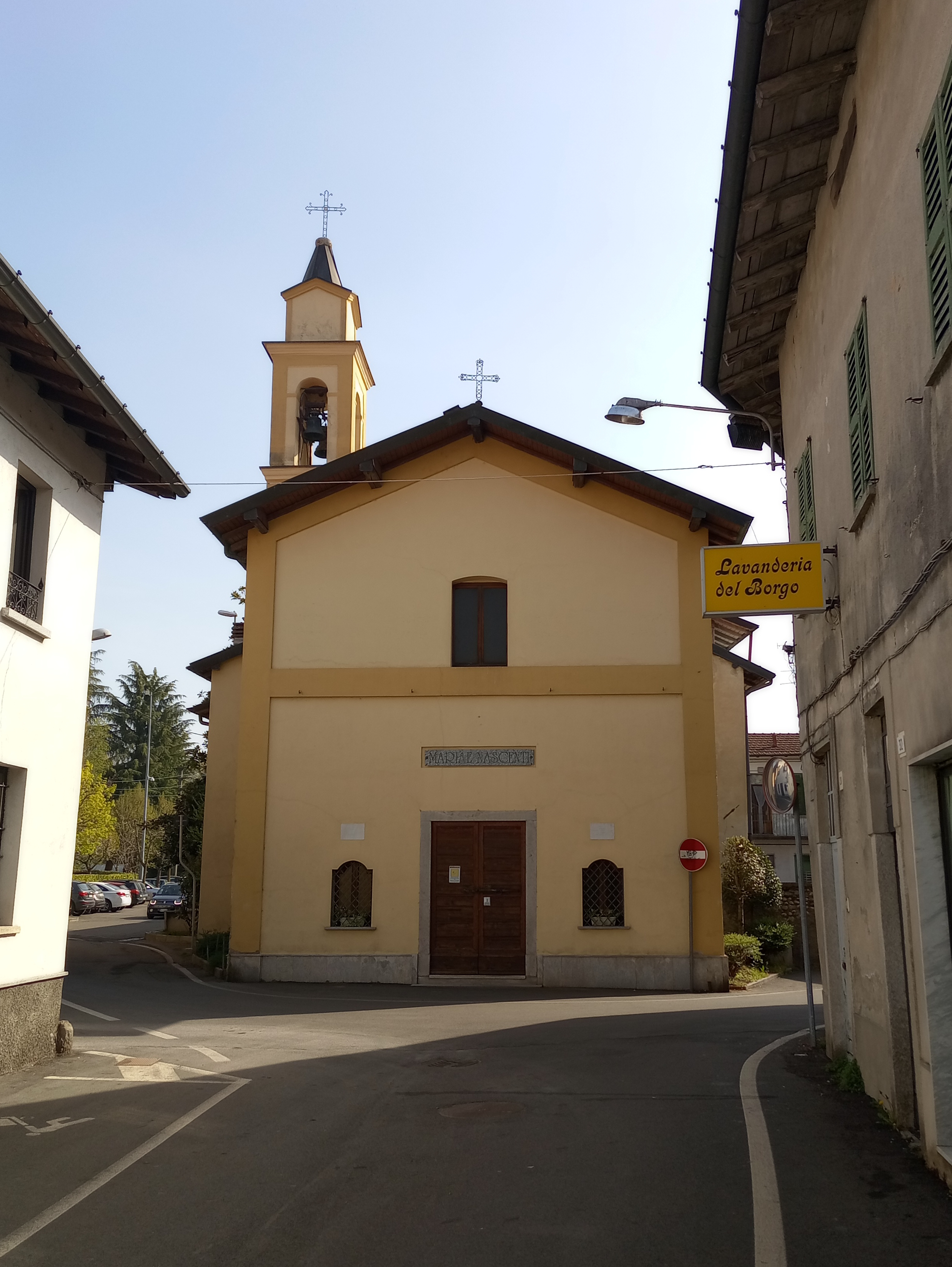
Chiesa di Santa Maria Nascente

Consacrata nel 1095 da papa Urbano II, la chiesa di Santa Maria Nascente fu costruita dai benedettini nel luogo che in precedenza ospitava un tempio dedicato alla dea romana Fortuna. Nel corso dei secoli, la chiesa fu oggetto di numerosi ampliamenti e rimaneggiamenti, l'ultimo dei quali avvenuto nel 1947. Il campanile è del XVII secolo.
Tra gli affreschi che ornano l'interno della chiesa, un Sant'Anna con Maria Bambina, risalente al XIV secolo.

#### Parrocchiale della Santissima Annunziata

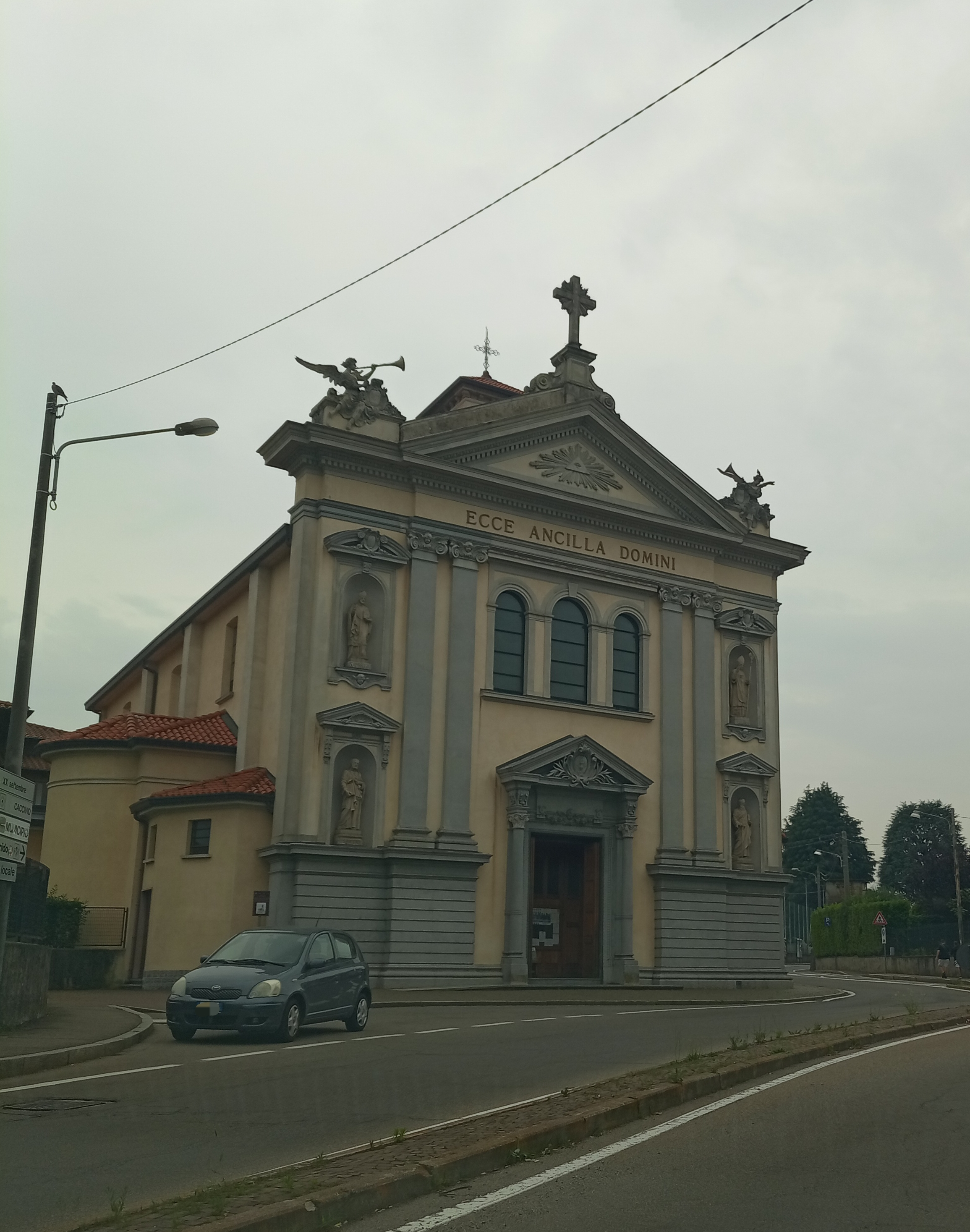
Chiesa della S.ma Annunziata

La chiesa della Santissima Annunziata, che dal 1578 esercita le funzioni di parrocchiale di Caccivio, fu costruita sulla base di un precedente edificio religioso del periodo medievale, dal quale deriva un affresco tuttora conservato all'interno della chiesa. L'aspetto attuale si deve ad alcune ristrutturazioni avvenute nel XVIII secolo, epoca a cui risale una Via Crucis collocata internamente all'edificio, ove trovano posto anche una serie tele di Vanni Rossi. All'esterno della chiesa, dal 1928 la facciata ospita una serie di statue.

#### Parrocchiale di San Luigi

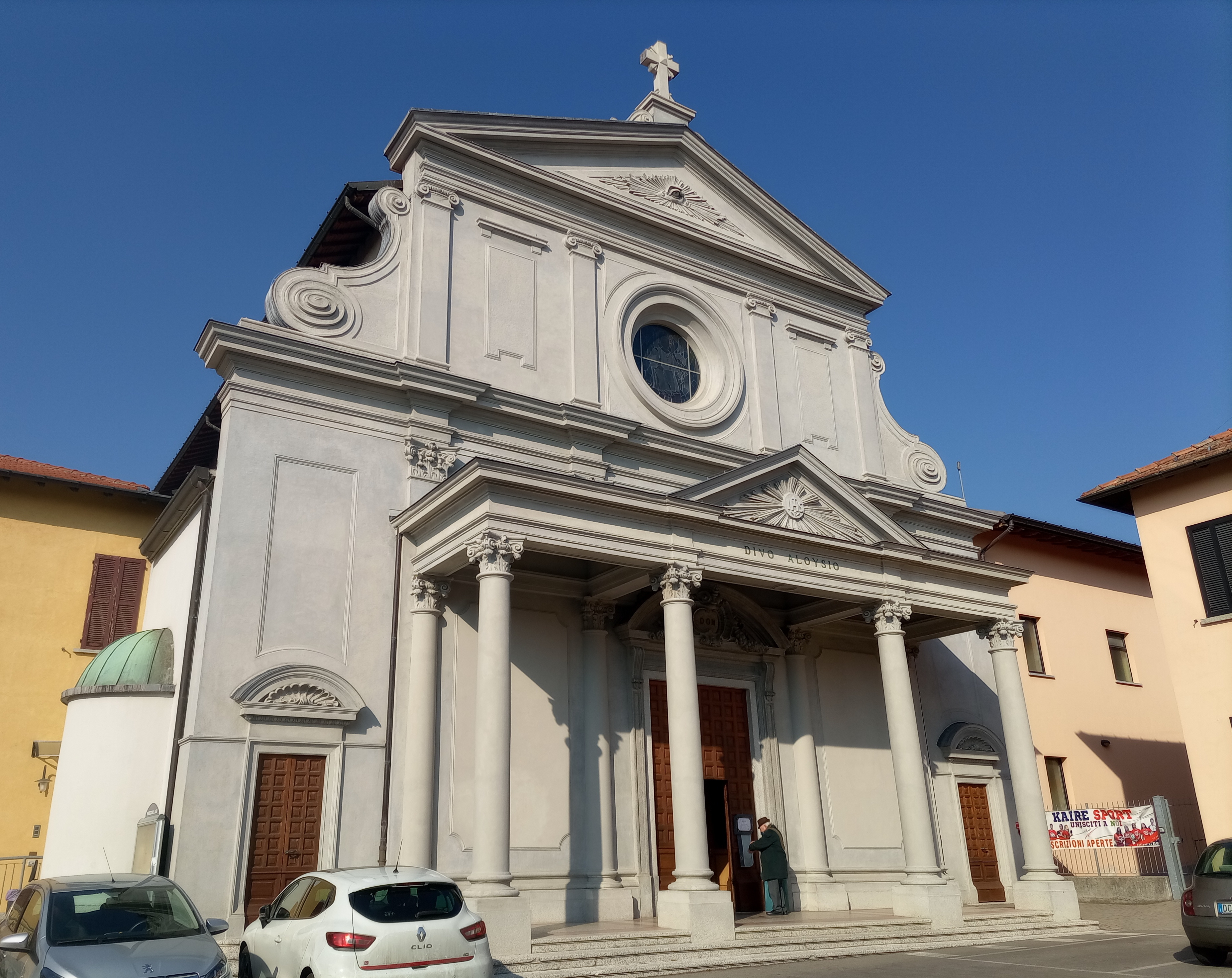
Chiesa di San Luigi

Dal 1885 la chiesa di San Luigi (1880-1886) ospita la sede della parrocchia di Lurate, creata nello stesso anno grazie a uno smembramento di territorio della parrocchia di Castello da parte dell'arcivescovo Luigi Nazari di Calabiana. All'interno, la chiesa presenta una decorazione pittorica realizzata da Eliodoro Coccoli.

#### Chiesa di San Pietro

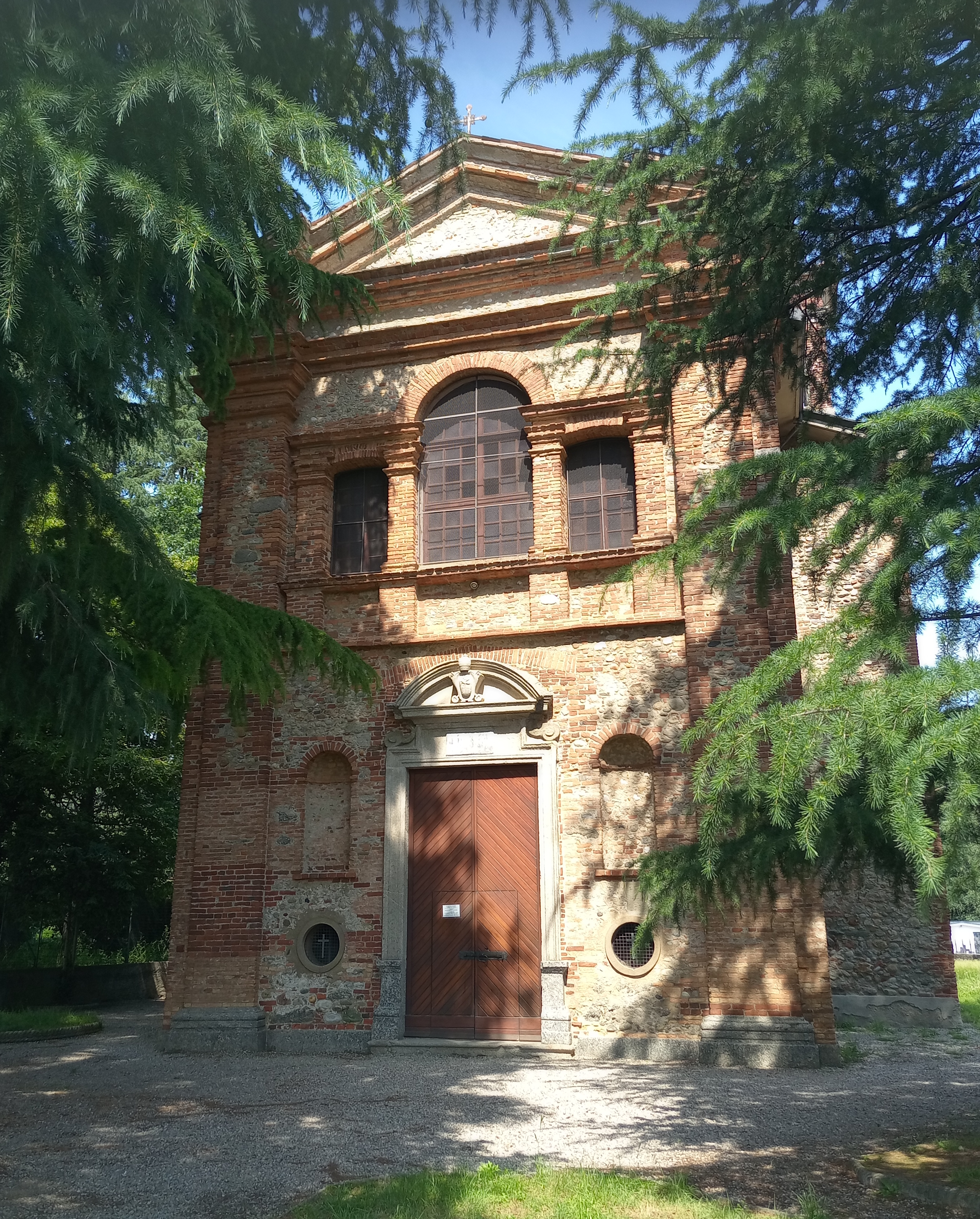
Chiesa di San Pietro

La chiesa di San Pietro (XVI secolo) fu costruita sulla base di un precedente edificio religioso del IX secolo con funzioni di cappella cimiteriale dei monaci benedettini. All'interno, conserva un'abside decorata da un mosaico.

### Architetture civili

#### Castello
La frazione di Castello deve il suo nome a un palazzo fortificato di origine altomedievale, profondamente rimaneggiato nel corso dei secoli ma edificato sulla base di un precedente vicus romano dai frati benedettini di Lurate, i quali vi stabilirono la residenza del loro abate e una serie di costruzioni di servizio. Il resto dei frati, artefici della bonifica del torrente Lura, si stabilì invece in un convento situato più a valle, nella località tuttora battezzata "Benedetta".
Situato in posizione dominante, il "Castello dell'Abate" era dotato di una cinta muraria e di una torre merlata a coramento piano (tipico simbolo guelfo), quest'ultima parzialmente demolita nel XIX secolo.
Dell'antico castello rimangono oggi poche tracce, tra cui alcune sale di rappresentanza dell'abate nell'ala meridionale del complesso edilizio.

#### Altro
- Cascina Benedetta,[27] situata laddove nel XV secolo i monaci benedettini avevano costruirono uno dei loro monasteri[9].

## Società

### Evoluzione demografica

#### Demografia pre-unitaria
- 1 165 (402 a Lurate e 763 a Caccivio) nel 1771[11]
- 1 088 nel 1799[12]
- 1 161 nel 1805[12]
- 1 035 prima dell'annessione ad Appiano nel 1809[12]
- 2 531 nel 1853[13]
- 2 671 nel 1859[14]

#### Demografia post-unitaria
Abitanti censiti

## Infrastrutture e trasporti

### Strade
Lurate Caccivio è attraversata dalla via Varesina, (Strada statale 342 Briantea) e dalla strada provinciale 24

### Ferrovie e tranvie
Dal 1885 al 1966 la località era servita dalla Stazione di Lurate Caccivio, posta lungo la Ferrovia Como-Varese; la stessa veniva incrociata, per mezzo di un sovrappasso appositamente costruito, dalla Tranvia Como-Appiano Gentile-Mozzate, attiva fra il 1910 e il 1955, che serviva anch'essa la zona con due fermate denominate "Lurate Caccivio" e "Caccivio" (con la prima di queste due fermate attiva già nel 1908).

### Altro
Il primo allacciamento di Lurate Caccivio alla linea del telefono risale al 1899. Quattro anni più tardi fu la volta della prima illuminazione elettrica delle strade. Per la costruzione dell'acquedotto comunale fu invece necessario attendere fino al 1931.

## Amministrazione
| Periodo        | Periodo        | Primo cittadino   | Partito                             | Carica  | Note   |
| -------------- | -------------- | ----------------- | ----------------------------------- | ------- | ------ |
| 13 giugno 1999 | 11 giugno 2004 | Giuseppe Fogliani | Centro                              | Sindaco | [ 31 ] |
| 12 giugno 200] | 6 giugno 2009  | Emilio Botta      | Lista Civica                        | Sindaco | [ 31 ] |
| 7 giugno 2009  | 24 maggio 2014 | Rocco Palamara    | Il Popolo della Libertà             | Sindaco | [ 31 ] |
| 24 maggio 201] | 25 maggio 2019 | Anna Gargano      | lista civica Vivere Lurate Caccivio | Sindaco | [ 31 ] |
| 25 maggio 2019 | 9 giugno 2024  | Anna Gargano      | lista civica Vivere Lurate Caccivio | Sindaco | [ 31 ] |
| 9 giugno 2024  | in carica      | Serena Arrighi    | lista civica Valori comuni          | Sindaco | [ 31 ] |

### Gemellaggi
- Cerchiara di Calabria[32]
- Fusine[32]
- Masquefa, Spagna

### Annotazioni
1. ↑  Per il dialetto comasco, si utilizza l'ortografia ticinese, introdotta a partire dal 1969 dall'associazione culturale Famiglia Comasca nei vocabolari, nei documenti e nella produzione letteraria.

### Fonti
1. 1 2   Bilancio demografico mensile anno 2024 (dati provvisori), su demo.istat.it, ISTAT.
2. ↑   Classificazione sismica (XLS), su rischi.protezionecivile.gov.it.
3. ↑   Tabella dei gradi/giorno dei Comuni italiani raggruppati per Regione e Provincia (PDF), in Legge 26 agosto 1993, n. 412, allegato A, Agenzia nazionale per le nuove tecnologie, l'energia e lo sviluppo economico sostenibile, 1º marzo 2011,  p. 151. URL consultato il 25 aprile 2012 (archiviato dall'url originale il 1º gennaio 2017).
4. ↑   AA. VV., Dizionario di toponomastica. Storia e significato dei nomi geografici italiani., Milano, Garzanti, 1996,  p. 365, ISBN 88-11-30500-4.
5. ↑   Città di Lurate Caccivio, su comune.luratecaccivio.co.it. URL consultato il 21 gennaio 2011 (archiviato dall'url originale il 26 giugno 2015).
6. ↑  TCI, Guida d'Italia [...], p. 283.
7. 1 2 3 4 5   Comune di Lurate Abbate, sec. XIV - 1757 – Istituzioni storiche – Lombardia Beni Culturali, su lombardiabeniculturali.it. URL consultato il 7 maggio 2020.
8. 1 2 3 4 5 6   Castelli della Lombardia, provincia di Como, Lurate Caccivio, Castello dell'Abate, su mondimedievali.net. URL consultato il 18 aprile 2020.
9. 1 2 3 4 5 6 7 8 9 10 11 12 13 14 15 16 17 18 19 20 21 22 23 24 25 26 27  Borghese, pp. 279-280.
10. 1 2 3 4 5   Comune di Caccivio, sec. XIV - 1757 – Istituzioni storiche – Lombardia Beni Culturali, su lombardiabeniculturali.it. URL consultato il 7 maggio 2020.
11. 1 2   Comune di Lurate Abbate, 1757 - 1797 – Istituzioni storiche – Lombardia Beni Culturali, su lombardiabeniculturali.it. URL consultato il 7 maggio 2020.
12. 1 2 3 4   Comune di Lurate Abbate, 1798 - 1809 – Istituzioni storiche – Lombardia Beni Culturali, su lombardiabeniculturali.it. URL consultato il 7 maggio 2020.
13. 1 2   Comune di Lurate Abbate, 1816 - 1859 – Istituzioni storiche – Lombardia Beni Culturali, su lombardiabeniculturali.it. URL consultato il 7 maggio 2020.
14. 1 2   Comune di Lurate Caccivio, 1859 - [1971] – Istituzioni storiche – Lombardia Beni Culturali, su lombardiabeniculturali.it. URL consultato il 7 maggio 2020.
15. ↑   Lurate Caccivio, decreto 1953-08-25 DPR, concessione di stemma e gonfalone, su Archivio Centrale dello Stato. URL consultato il 31 ottobre 2022.
16. ↑   Bozzetti di stemma e gonfalone del Comune di Lurate Caccivio, su ACS, Raccolta dei disegni degli stemmi di comuni e città. URL consultato il 7 ottobre 2024.
17. ↑   Comune di Lurate Caccivio, Statuto,  Art. 4 - Gonfalone e stemma.
18. ↑   Parrocchia di San Martino, sec. XVI - [1989] – Istituzioni storiche – Lombardia Beni Culturali, su lombardiabeniculturali.it. URL consultato il 7 maggio 2020.
19. ↑   Chiesa di S. Martino - complesso, Via Vittorio Emanuele II - Lurate Caccivio (CO) – Architetture – Lombardia Beni Culturali, su lombardiabeniculturali.it. URL consultato il 7 maggio 2020.
20. ↑  Majocchi, p. 26.
21. ↑   Chiesa di S. Maria Nascente, Via Regina Margherita - Lurate Caccivio (CO) – Architetture – Lombardia Beni Culturali, su lombardiabeniculturali.it. URL consultato il 7 maggio 2020.
22. ↑   Parrocchia della Santissima Annunciata, 1578 - [1989] – Istituzioni storiche – Lombardia Beni Culturali, su lombardiabeniculturali.it. URL consultato il 7 maggio 2020.
23. ↑   Chiesa della S.ma Annunziata - complesso, Via XX Settembre - Lurate Caccivio (CO) – Architetture – Lombardia Beni Culturali, su lombardiabeniculturali.it. URL consultato il 7 maggio 2020.
24. ↑   Chiesa di S. Luigi - complesso, Via Umberto I - Lurate Caccivio (CO) – Architetture – Lombardia Beni Culturali, su lombardiabeniculturali.it. URL consultato il 7 maggio 2020.
25. ↑   Parrocchia di San Luigi, 1885 - [1989] – Istituzioni storiche – Lombardia Beni Culturali, su lombardiabeniculturali.it. URL consultato il 7 maggio 2020.
26. ↑   Chiesa di S. Pietro, Via Rossini - Lurate Caccivio (CO) – Architetture – Lombardia Beni Culturali, su lombardiabeniculturali.it. URL consultato il 7 maggio 2020.
27. ↑   Cascina Benedetta, Via Caio Plinio, 69,71 (P) - Lurate Caccivio (CO) – Architetture – Lombardia Beni Culturali, su lombardiabeniculturali.it. URL consultato il 7 maggio 2020.
28. ↑  Statistiche I.Stat ISTAT  URL consultato in data 28-12-2012.
Nota bene: il dato del 2021 si riferisce al dato del censimento permanente al 31 dicembre di quell'anno. Fonte:  Popolazione residente per territorio - serie storica, su esploradati.censimentopopolazione.istat.it.
29. ↑   Franco Castiglioni, Gianpietro Dall’Olio, Centoventi anni di "Traversata", in I Treni, anno XXVII, n. 286, Salò, Editrice Trasporti su Rotaie, ottobre 2006,  pp. 14-21, ISSN 0392-4602 (WC · ACNP).
30. ↑  Francesco Ogliari, Como nella scienza e nei trasporti, TIBB, Edizione speciale fuori commercio, Milano, novembre 1987.
31. 1 2 3 4 5 6   Anagrafe degli amministratori locali e regionali, su amministratori.interno.gov.it. URL consultato il 13 maggio 2023.
32. 1 2   Pagina gemellaggi sul sito ufficiale, su comune.luratecaccivio.co.it. URL consultato il 3 febbraio 2017 (archiviato dall'url originale il 4 febbraio 2017).